# Куна-Конавоська
42°34′ пн. ш. 18°22′ сх. д. / 42.57° пн. ш. 18.37° сх. д.
Куна-Конавоська (хорв. Kuna Konavoska) — населений пункт у Хорватії, у Дубровницько-Неретванській жупанії у складі громади Конавле.

## Населення
Населення за даними перепису 2011 року становило 17 осіб.
Динаміка чисельності населення поселення: